# Bibliometria
(Oxford English Dictionary)
La bibliometria (in inglese: bibliometrics) è una scienza «che utilizza tecniche matematiche e statistiche per analizzare i modelli di distribuzione dell'informazione», occupandosi in particolare della misurazione delle pubblicazioni scientifiche e del loro impatto all'interno della comunità scientifica.
Questa scienza, che comprende l'analisi bibliometrica, è nata negli anni Venti e si è sviluppata enormemente in tempi recenti come conseguenza della disponibilità online di banche dati di grandi dimensioni. La bibliometria si inserisce all'interno dell'ambito di studi più ampio, definito scientometria, ossia la scienza per la misura e l'analisi della scienza.

## Storia
I primi lavori di bibliometria e scientometria risalgono ai primi decenni del XX secolo. Alfred Lotka, Samuel Bradford e George Kingsley Zipf ne elaborarono i fondamenti e le leggi tra il 1926 e il 1935. Il termine bibliométrie (in francese) fu coniato da Paul Otlet nel 1934, in riferimento alle misurazioni statistiche della produzione libraria nazionale e internazionale, quali il numero totale, sia assoluto sia relativo a un singolo campo del sapere, dei libri e degli opuscoli pubblicati e degli esemplari stampati, delle nuove edizioni e delle ristampe, delle opere in lingua originale e tradotte; inoltre egli parlava di bibliosociométrie per la quella parte della disciplina consistente nel determinare «la chance qui existe pour les ouvrages d'être lus, partant d'exercer leur action sur la société». Negli anni Cinquanta Derek John De Solla Price elaborò le basi di una disciplina basata sul ricorso agli articoli scientifici come indicatori bibliometrici di tipo quantitativo dell'attività di ricerca. Nello stesso periodo Eugene Garfield sviluppò l'idea di usare le citazioni bibliografiche contenute negli articoli scientifici per valutarne l'impatto; il primo volume di Science Citation Index apparve nel 1963.

## Scopi
La bibliometria cerca di rispondere ad alcune domande fondamentali per lo studioso:
1. Quali sono le migliori riviste per una certa disciplina.
2. Chi ha citato un certo articolo e quali citazioni ha avuto lo stesso.
3. Come stabilire l'importanza di un articolo.
4. Quali riviste rispondono meglio ad un criterio di pubblicazione accademico e non meramente economico[8].
5. Quali sono le più importanti riviste per una certa area di ricerca[In che cosa si differenzia dal punto 1?].
6. Quale impatto ha avuto una ricerca pubblicata.
7. Richieste di finanziamenti.
8. Ripartizione di fondi.
9. Valutazioni per aspetti curriculari.

Possono essere oggetto della ricerca i singoli ricercatori, i ricercatori di un dipartimento di ricerca, un gruppo di una università o di un ente di ricerca; ma anche le stesse riviste su cui si pubblica.

## Criteri di valutazione
La valutazione di una pubblicazione o di una produzione scientifica può essere effettuata con criteri di tipo:
1. Qualitativo, utilizzando la peer review
2. Quantitativo, utilizzando indici bibliometrici, quali estrapolazione di relazioni quantitative tra i vari documenti, utilizzando un'analisi quantitativa delle citazioni bibliografiche.
3. Altro tipo, utilizzando le partecipazioni su invito a convegni, attribuzione di premi e riconoscimenti, sviluppo di software e brevetti, pubblicazioni su Wikipedia[9], benché quest'ultima fonte non sia ancora ben studiata[10], e su sistemi open access.[11]

Il presupposto chiave per valutare una pubblicazione è quello della "paternità intellettuale", di chi ha prima pubblicato sull'argomento, da parte di chi cita.
Inoltre, così diventa indicatore del suo impatto sulla comunità scientifica di riferimento il numero di citazioni ricevuto da una pubblicazione.
Vari fattori possono limitare questo modo di operare. Tra essi:
- Il tempo
- La dimensione
- La prassi redazionale, ad esempio:
  - numero di co-autori,
  - tipologia editoriale (articoli verso monografie),
  - lingua (nazionale o inglese),
  - vita citazionale media delle pubblicazioni.
- L'etica citazionale
- La tipologia del contenuto scientifico
- Gli errori nelle bibliografie e della eventuale collocazione editoriale
- Gli errori dovuti a: omonimie, sinonimie, cognomi e nomi multipli, segni ortografici inclusi nel cognome dell'autore, ecc.
- Le citazioni anomale
- La mancata citazione per eccesso di originalità ("belle addormentate")

Ciò comporta che l'analisi quantitativa delle citazioni è solo uno degli strumenti a disposizione per fare una valutazione, in un arco temporale definito, di valore e/o rilevanza di una produzione scientifica.

## Analisi bibliometrica
L'analisi bibliometrica è quella parte della bibliometria che si propone di valutare la produzione scientifica con l'utilizzo di indicatori quantitativi, potenzialmente oggettivi. I suoi strumenti principali sono l'analisi citazionale e la misurazione del fattore di impatto.
L'analisi citazionale è un metodo di valutazione di una pubblicazione scientifica (un articolo di rivista, un capitolo di un volume collettaneo, o altro tipo di produzione), conteggiando quante volte essa è citata sulle riviste scientifiche indicizzate dal Journal Citation Reports. Secondo questo modello, maggiore è la quantità di citazioni ottenute da una pubblicazione, migliore è la sua qualità. La selezione delle riviste censite presuppone che l'articolo in esse citato sia stato sottoposto a controllo da altri ricercatori specializzati nello stesso ambito che lo hanno utilizzato come punto di partenza per le loro ricerche (una sorta di Peer review, seppur successiva). Di recente, però, sono state condotte analisi bibliometriche anche negli archivi online ad accesso aperto.
L'analisi citazionale prelude al calcolo del fattore di impatto o Impact Factor, che è un metodo di valutazione e comparazione di una rivista scientifica. Esso è dato dal rapporto tra il numero di citazioni ricevute in un determinato anno su tutte le riviste scientifiche elencate dal Journal Citation Reports da tutti gli articoli pubblicati in una rivista nei due anni precedenti e il numero degli articoli pubblicati nella rivista considerata negli stessi due anni. Più alto è il fattore, più prestigiosa è la rivista.